# Harold McGrath
Harold McGrath (Syracuse, 4 settembre 1871 – Syracuse, 30 ottobre 1932) è stato uno scrittore e sceneggiatore statunitense.
Autore di romanzi e di novelle, scrisse anche per il cinema. Molti dei suoi lavori furono adattati per lo schermo.

## Biografia
Conosciuto occasionalmente anche con il nome Harold MacGrath, era nato a Syracuse nello Stato di New York nel 1871. Da giovane, lavorò come reporter al Syracuse Herald fino alla fine degli anni 1890, quando pubblicò il suo primo romanzo, Arms and the Woman.
Secondo il New York Times, il libro seguente, The Puppet Crown, fu il settimo libro più venduto negli Stati Uniti nel 1901. Da quel momento in poi, MacGrath si dedicò esclusivamente alla scrittura di romanzi popolari rivolti al grande pubblico: storie di amore, avventura, spionaggio, pubblicando una media di un libro all'anno. Nel contempo, scrisse una serie di racconti brevi per importanti riviste quali il The Saturday Evening Post, Ladies Home Journal e il Red Book Magazine.
Nel 1912, McGrath diventò il primo scrittore di fama nazionale a scrivere direttamente per il cinema, assunto dall'American Film Company per un film western di Allan Dwan, il cortometraggio The Vengeance That Failed. Diciotto dei suoi quaranta romanzi furono adattati per lo schermo. Scrisse quattro soggetti per il cinema e tre delle sue storie furono riprese per degli spettacoli teatrali. McGrath era l'autore di The Adventures of Kathlyn, un serial cinematografico di grande successo prodotto dalla Selig nel 1913 che venne ripreso in un film del 1916, interpretato sempre da Kathlyn Williams. Lo scrittore pubblicava i suoi racconti in contemporanea all'uscita di ognuno dei tredici episodi del serial.
Uno dei racconti di McGrath - uscito nel 1913 sul The Saturday Evening Post - fu usato per Un pulcino nella stoppa, un film interpretato da Douglas Fairbanks nel 1920. Il film fu distribuito dalla nuova compagnia United Artists, fondata da Fairbanks, sua moglie Mary Pickford, Charlie Chaplin e David W. Griffith.
Il successo fece di Harold MacGrath un uomo facoltoso. Viaggiò in tutto il mondo, ma Syracuse rimase sempre la sua casa. Viveva in una villa di campagna nota per i suoi giardini. Poco prima di morire, pubblicò il 23 aprile 1932 un articolo intitolato "The Short Autobiography of a Deaf Man" su The Saturday Evening Post. Vi raccontava della sordità di cui aveva sofferto fin dai primi anni di vita e che lui aveva sempre tenuta nascosta a tutti, anche al suo datore di lavoro, onde evitare il giudizio di una società che, all'epoca, considerava il deficit auditivo come prova di carenza intellettuale.
Morì qualche mese dopo, nell'ottobre 1932.

## Filmografia
La filmografia è completa
- The Vengeance That Failed, regia di Allan Dwan (1912)
- The Adventures of Kathlyn, regia di Francis J. Grandon - serial cinematografico, soggetto (1913)
- The King's Will, regia di Francis J. Grandon - cortometraggio (1914)
- The Million Dollar Mystery serial di Howell Hansel - storia (1914)
- The Man on the Box, regia di Oscar Apfel e, non accreditato, Cecil B. DeMille - romanzo (1914)
- Hearts and Masks, regia di Colin Campbell - cortometraggio, romanzo (1914)
- The Rajah's Vacation, regia di E.A. Martin - cortometraggio, soggetto (1914)
- The Goose Girl, regia di Frederick A. Thomson - romanzo (1915)
- The Carpet from Bagdad, regia di Colin Campbell - romanzo (1915)
- The Puppet Crown, regia di George Melford - romanzo (1915)
- The Voice in the Fog, regia di J.P. McGowan - romanzo (1915)
- The Adventures of Kathlyn, regia di Francis J. Grandon - soggetto (1916)
- Half a Rogue, regia di Henry Otto - romanzo (1916)
- Pidgin Island, regia di Fred J. Balshofer - romanzo (1916)
- Madam Who, regia di Reginald Barker - storia (1918)
- The Girl in His House, regia di Thomas R. Mills - romanzo (1918)
- La fortuna dell'irlandese (The Luck of the Irish), regia di Allan Dwan - romanzo (1920)
- The Yellow Typhoon, regia di Edward José - romanzo (1920)
- Un pulcino nella stoppa (The Mollycoddle), regia di Victor Fleming - storie (1920)
- A Splendid Hazard, regia di Arthur Rosson - romanzo (1920)
- The Place of the Honeymoons, regia di Kenean Buel - romanzo (1920)
- Not Guilty, regia di Sidney Franklin - romanzo Parrot and Co. (1921)
- The Ragged Edge, regia di F. Harmon Weight - romanzo (1923)
- The Drums of Jeopardy, regia di Edward Dillon - storia (1923)
- Il gentiluomo cocchiere (The Man on the Box), regia di Charles Reisner - romanzo (1925)
- Pleasures of the Rich, regia di Louis J. Gasnier - storia (1926)
- Womanpower, regia di Harry Beaumont - storia (1926)
- Bitter Apples, regia di Harry O. Hoyt - storia (1927)
- Million Dollar Mystery, regia di Charles J. Hunt - storia (1927)
- Danger Street, regia di Ralph Ince - storia The Beautiful Bullet (1928)

## Spettacoli teatrali
- The Man on the Box - romanzo (prima: 3 ottobre 1905)
- Three of Hearts - da Hearts and Masks (prima: 3 giugno 1915)
- The Drums of Jeopardy - scritto da McGrath (prima: 29 maggio 1922)